# 緒継女王
緒継女王（おつぐじょおう、延暦6年（787年） - 承和14年11月7日（847年12月18日））は、奈良時代末期から平安時代初期にかけての女官。官位は尚蔵・従二位。

## 生涯
王族であるが、はっきりとした系譜はわかっていない。尚蔵として淳和天皇の後宮に陪侍した。『続日本後紀』の薨伝に「能有妖媚之徳」とあるように、艶めかしい女性だったため淳和天皇に深く寵愛され、従二位に叙されたという。承和14年（847年）死去。死に際して朝廷からの葬使の辞退を遺言した。行年61。
『一代要記』では淳和天皇の妃として紹介があるが、緒継女王が妃になった記述は六国史には見られない。